# 鬼谷八荒
《鬼谷八荒》是鬼谷工作室开发的「修仙」主题沙盒类角色扮演游戏。游戏于2021年在Steam商店发布抢先体验版，2023年正式上架。游戏及后于2024年登陆任天堂Switch平台，2025年登陆Android和iOS移动端。
17173网的抖抖评测抢先体验版时打出7.9/10分，肯定了游戏美术，但批评游戏架构是「一件事去做无数次」，与沙盒游戏理念相左。